# Orquestra del Hollywood Bowl
La Hollywood Bowl Orchestra (HBO) és una orquestra simfònica gestionada per la "Los Angeles Philharmonic Association" i amb seu al Hollywood Bowl de Los Angeles.

## Envers

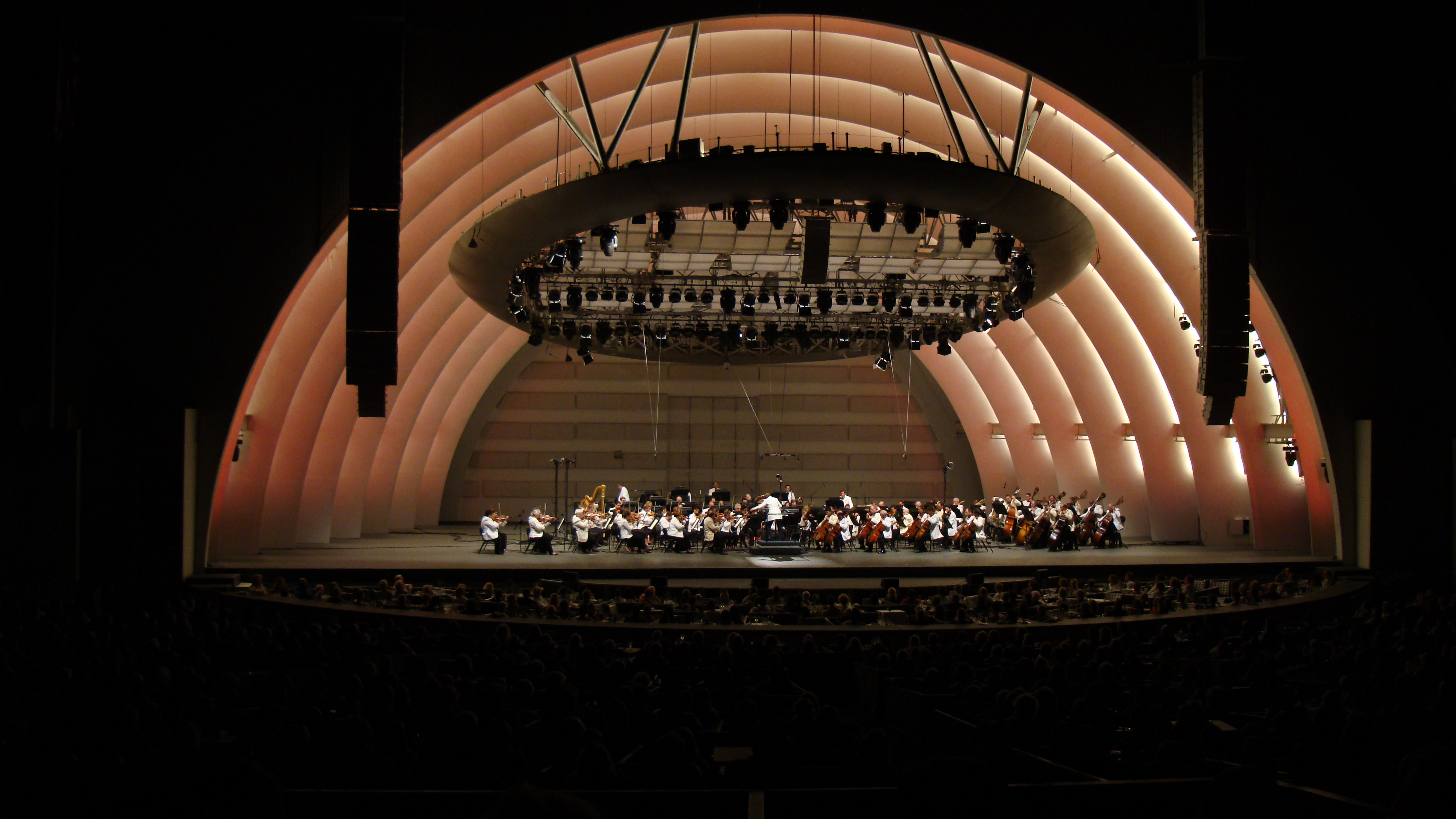
Hollywood Bowl a la nit

La Hollywood Bowl Orchestra està formada per 80 músics de formació clàssica d'arreu del món, la majoria dels quals també són solistes d'orquestres de cambra de Los Angeles. El seu repertori és ampli i abasta des de música clàssica fins a bandes sonores de pel·lícules, jazz, música pop, musicals i estrenes mundials de compositors contemporanis.

## Història
El Hollywood Bowl ha acollit concerts des del 1920 i ha acollit oficialment la temporada d'estiu de l'Orquestra Filharmònica de Los Angeles des del 1922. La primera orquestra, la Bowl Orchestra, es va formar el 1925, seguida de la primera Hollywood Bowl Orchestra el 1928, que va fer enregistraments sota la direcció d'Eugène Goossens (fill). Entre el 1945 i el 1946, Leopold Stokowski va dirigir un grup anomenat Hollywood Bowl Symphony Orchestra. A partir de la dècada del 1950, ja no hi va haver cap orquestra oficialment afiliada al Hollywood Bowl, fins a la creació d'un nou conjunt el 1991, l'actual Hollywood Bowl Orchestra.El Hollywood Bowl ha acollit concerts des del 1920 i ha acollit oficialment la temporada d'estiu de l'Orquestra Filharmònica de Los Angeles des del 1922. La primera orquestra, la Bowl Orchestra, es va formar el 1925, seguida de la primera Hollywood Bowl Orchestra el 1928, que va fer enregistraments sota la direcció d'Eugène Goossens. Entre el 1945 i el 1946, Leopold Stokowski va dirigir un grup anomenat Hollywood Bowl Symphony Orchestra. A partir de la dècada del 1950, ja no hi va haver cap orquestra oficialment afiliada al Hollywood Bowl, fins a la creació d'un nou conjunt el 1991, l'actual Hollywood Bowl Orchestra.
El primer concert de la Hollywood Bowl Orchestra es va donar el 2 de juliol de 1991, sota la direcció del director John Mauceri, que va dirigir l'orquestra fins al 2006. El Los Angeles Master Chorale col·labora regularment amb la Hollywood Bowl Orchestra.